# Johann August Friedrich Breithaupt
Pour les articles homonymes, voir Breithaupt.
Johann August Friedrich Breithaupt est un minéralogiste allemand né à Probstzella, duché de Saxe-Weimar, le 18 mai 1791 et mort à Freiberg, royaume de Saxe, le 22 septembre 1873.

## Biographie
Il étudie les mathématiques et les sciences à l’Université de Iéna (Land de Thuringe). Très rapidement, il s’intéresse à la géologie et s’inscrit à l’École des mines de Freiberg, où il est l’élève d'Abraham Gottlob Werner. Il est par la suite nommé inspecteur des collections de l’école et y enseigne en qualité de professeur adjoint de minéralogie et de géologie, de 1813 à 1826. A cette date, il obtient le poste de professeur en titre, qu’il occupe pendant 40 ans.
Il est membre correspondant de nombreuses sociétés scientifiques et académies de sciences européennes. Tout au long de sa carrière, il effectue un travail de recherche et on lui doit la description de 47 espèces minérales, plus de 3000 mesures sur la calcite ainsi que des études sur la structure de la matière amorphe. Il étudie également les lois de paragenèse minérale et contribue à réformer la nomenclature minéralogique.
En 1840, Frobel lui dédie une espèce minérale, la breithauptite.

## Espèces décrites
- alurgite  (variété de muscovite) 1865
- amblygonite 1817
- béraunite
- bismutite 1841
- bromargyrite
- calcouranite (synonyme de l'autunite)
- chalcophyllite
- cheleutite (espèce déclassée qui est un mélange de bismuthinite et de smaltite)
- chiléite (synonyme de la goethite)
- chloanthite (renommée nickelskuttérudite)
- chrystophite (synonyme de marmatite variété de sphalérite)
- clinohédrite (synonyme de la tétraédrite)
- cubanite
- cuboïte (synonyme d'analcime)
- diploïte (synonyme d'anorthite)
- digénite
- daleminzite (synonyme d'acanthite)
- desmine (synonyme de stilbite) 1818[1]
- embrithite 1837
- énargite
- euchroïte 1825
- euzéolite synonyme d'heulandite
- fauserite 1865
- ferbérite 1863
- gamsigradite (synonyme de hornblende)
- gelbeisenerz (synonyme de copiapite) 1823
- glaucodot
- hypargyrite (synonyme de miargyrite) 1832
- hyposclérite 1830 (Espèce déclassée qui est une albite impure trouvée à Arendal Norvège)
- isophane  (synonyme de franklinite)
- jalpaïte 1858
- jarosite
- kyrosite Déclassée comme synonyme de lonchidite
- lavendulan
- lonchidite Déclassée comme variété de marcassite
- martite variété d'hématite
- mégabasite synonyme de wolframite
- merkurfahlerz synonyme de schwartzite
- méroxène synonyme de biotite
- mésitine  espèce déclassée comme variété de magnésite
- microcline
- monazite
- monophane synonyme d'épistilbite
- olafite 1866 ; (déclassée comme variété qui est une albite en pseudomorphose de scapolite trouvée à Snarum, Buskerud, Norvège)
- oligoclase 1826
- orthoclase 1823
- oserskite  synonyme d'aragonite
- péponite synonyme de trémolite
- pistomésite 1847 : déclassée comme variété de magniosidérite
- phlogopite
- polysphaerite 1849 (synonyme de phosphohedyphane)
- pseudo-apatite 1837 (synonyme de carbonate-apatite)
- pyrrhotite
- sandbergérite variété de tennantite
- sexangulite 1863  : synonyme de galène
- sidéroplésite 1858
- spartaïte synonyme de manganocalcite
- tarnovizite variété d'aragonite
- tautoklin 1830 : synonyme d'ankérite
- variscite 1835

## Publications en allemand
- Über die Aechtheit der Kristalle (1815)
- Kurzcharakteristik des Mineralsystems (1820)
- Die Bergstadt Freiberg im Königreich Sachsen (1826)
- Vollständiges Handbuch der Mineralogie (3 Bde., 1836-47)
- Die Paragenesis der Mineralien (1849)